# Drasteriodes ellisoni
Drasteriodes ellisoni är en fjärilsart som beskrevs av Edward P. Wiltshire 1977. Drasteriodes ellisoni ingår i släktet Drasteriodes och familjen nattflyn. Inga underarter finns listade i Catalogue of Life.